# Бах, Иоганн Якоб
Иога́нн Я́коб Бах (нем. Johann Jacob Bach, 1682—1722) — немецкий музыкант и композитор, старший брат Иоганна Себастьяна Баха. Играл на гобое и флейте, возможно на скрипке. 

## Родители
Отец — Иоганн Амброзий Бах.
Мать — Мария Леммерхирт.

## Биография
Вместе с Иоганном Себастьяном переехал после смерти отца в 1695 году к старшему брату Иоганну Христофу Баху, органисту Ордруфа.
С 1704 года стал гобоистом в армии шведского короля Карла XII, участвовал в 1709 году в Полтавской битве.
Около 1712 года занимался игрой на флейте под руководством Пьера-Габриеля Бюффардена в Константинополе.
В 1713—1722 годах служил при дворе в Стокгольме.
Иоганну Якобу Баху посвящено известное «Каприччио на отъезд возлюбленного брата» BWV 992 Иоганна Себастьяна Баха.